# TVR 350SE

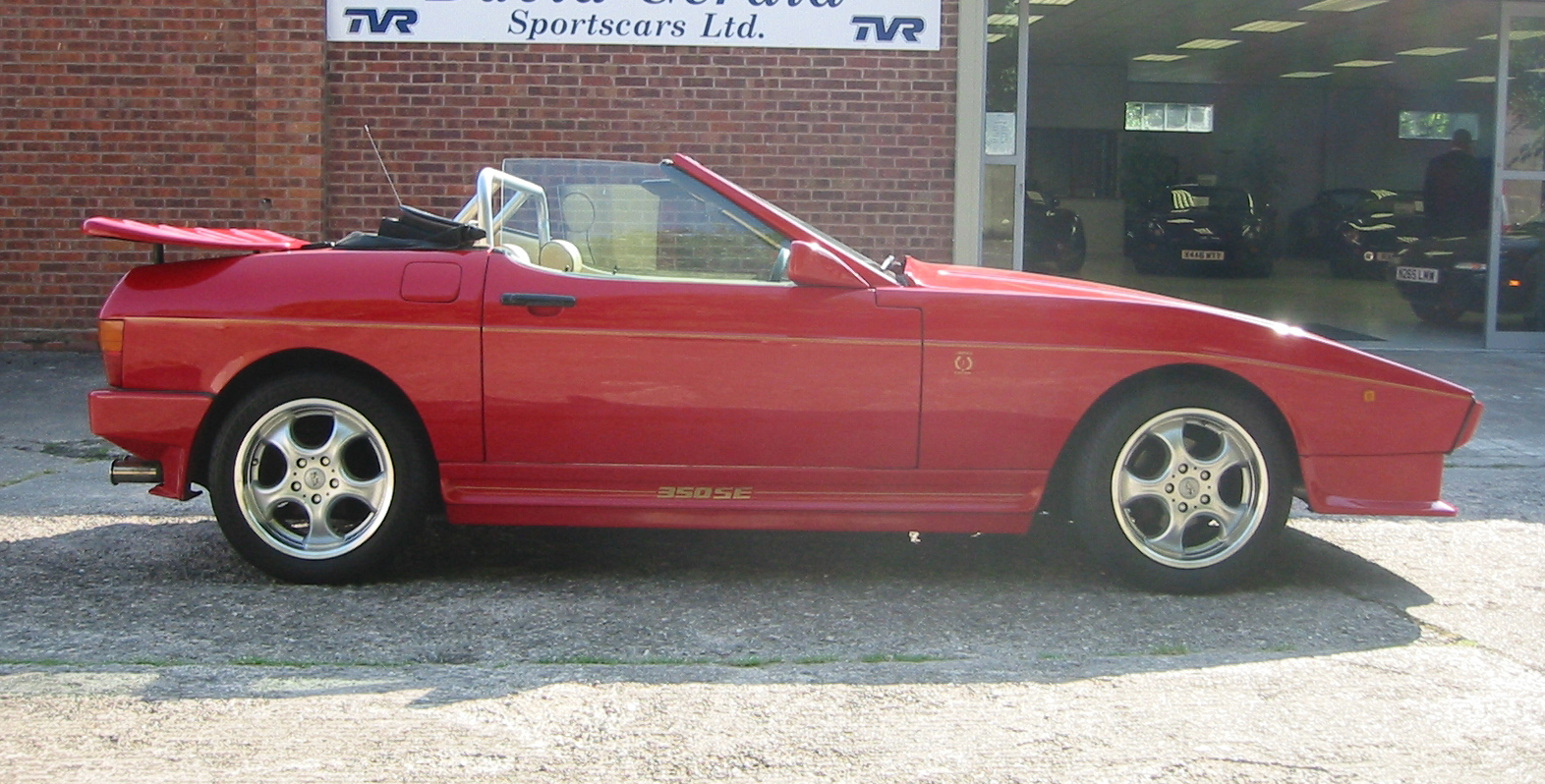
TVR 350SE No. 1

Der TVR 350SE war ein zweisitziger Sportwagen, der von TVR in Blackpool (England) in den Jahren 1989 und 1990gebaut wurde.
1990 stellte TVR am Ende der Ära des 350i eine auf 25 Exemplare limitierte Serie von speziell gefertigten 350 her. Sie sollte an die vorhergehenden sieben Jahre der Fertigung des Modells 350 erinnern.
Alle 350SE haben den 3,9 l-V8-Aluminium-NCK-„Hotwire“-Motor von Rover, polierte Aluspeichenräder und verstellbare Stoßdämpfer von KONI.
Jedes Auto hat seine eigene Nummer, die – umrahmt von goldenem Lorbeer – auf den vorderen Kotflügeln und dem Heck erscheint. Die Wagen hatten auch 350SE-Zeichen am Frontspoiler, den Schwellern und dem Fahrzeugheck. Der Verkaufspreis lag ursprünglich bei £ 21.000,--.
Der 350SE gilt bei Leistung als auch Fahrvergnügen als letzte Entwicklungsstufe des 350i.
Es gab nie eine Nr. 13, daher wurde eine Nr. 26 gefertigt, um die Gesamtzahl von 25 komplett zu machen. Nr. 20 hatte besonders große Ventile. Nr. 19 wurde zur Gewinnung von Ersatzteilen zerlegt und existiert daher nicht mehr. Nr. 1 ist monzarot mit cremefarbenen und rotem Interieur (s. Foto).

## Farbgebung
| Fahrzeug-Nr. | Außenfarbe                 | Innenausstattung    |
| ------------ | -------------------------- | ------------------- |
| 1            | monzarot                   | cremefarben und rot |
| 2            | rot (Mica)                 |                     |
| 3            | blau                       | grau                |
| 4            | starfireblau / blau (Mica) | magnolienfabrig     |
| 5            | rot                        | pergamentfarben     |
| 6            | rubinrot (Mica)            |                     |
| 7            | grün                       |                     |
| 8            | burgunderrot (Metallic)    | Leder, grau         |
| 9            | rosso (rot)                | Leder, grau         |
| 10           | rot                        |                     |
| 12           | mitternachtsblau (Mica)    | magnolienfarbig     |
| 14           | mitternachtsblau           |                     |
| 15           | schwarz                    | cremefarben         |
| 16           | rot                        |                     |
| 17           | grün                       |                     |
| 18           | blau (Mica)                | magnolienfarbig     |
| 19           | blau                       |                     |
| 20           | grau                       |                     |
| 21           | kupferoxidgrün             | magnolienfarbig     |
| 22           | saphirblau                 | magnolienfarbig     |
| 23           | schwarz                    | magnolienfarbig     |
| 24           | mitternachtsblau           | magnolienfarbig     |
| 26           | monzarot                   |                     |